# Зирци, Анталь
Анталь Зирци (венг. Zirczy Antal; 2 февраля 1898 — ?) — венгерский фехтовальщик, чемпион мира.

## Биография
Родился в 1898 году в Будапеште. В 1933 году стал чемпионом Международного первенства по фехтованию в Будапеште. В 1936 году принял участие в Олимпийских играх в Берлине, где занял 7-е место в командном первенстве на рапирах.
В 1937 году Международная федерация фехтования задним числом признала чемпионатами мира все прошедшие ранее Международные первенства по фехтованию.